# Ulla Norden
Ulla Norden, bürgerlich Ulla Kleiner, verwitwete Ulla Ilgner-Norden (* 4. Dezember 1940 in Mannheim; † 5. März 2018 in Bad Neuenahr), war eine deutsche Schlagersängerin und Moderatorin.

## Leben und beruflicher Werdegang
Ulla Norden wuchs in Singen (Hohentwiel) unweit der Schweiz auf und machte nach der Schule eine Gesangs-, Ballett- und Schauspielausbildung in Konstanz. Ihre ersten Singles nahm sie Anfang der 1960er Jahre bei Ariola auf: Eins, zwei, drei, das ist ja Zauberei; Kleine blaue Veilchen  (1961); Süß wie Schokolade (1962).
Mitte der 1960er Jahre gewann sie einen Schlagerwettbewerb und bekam daraufhin einen weiteren Schallplattenvertrag. Die daraus resultierende Aufnahme Addio Romeo war noch kein Erfolg. 1966 trat sie in der Rudi Carrell Show auf. Erst Ende der 1960er Jahre gelang ihr mit dem Titel Das ist zu schön, um wahr zu sein der Durchbruch. Im Jahre 1967 heiratete sie den Deutschlandfunk-Musikredakteur Peter Puder. Mit Hits wie Ich bin verliebt in den eigenen Mann konnte sie ihren Stellenwert im deutschen Musikbusiness weiter ausbauen. Ende der 1970er und Anfang der 1980er Jahre sorgten ihre Lieder Hol mir die Sonne (1979) und die beiden Coverversionen Wir sind verrückt, wir beide (1978, You’re the Greatest Lover von Luv’) und Urlaub (1981, Hands Up von Ottawan) für einen erneuten Karriereschub.
1982 engagierte sie der Chefsprecher von Radio Luxemburg als Rundfunkmoderatorin. Als Radio Luxemburg sein Fernsehprogramm RTL startete, übernahm Ulla Norden auch dort einen Moderationsplatz und präsentierte fortan ihre Künstlerkollegen in der Sendung Deutsche Szene. Vom 8. Juni 1988 bis zum 29. Dezember 2006 moderierte sie bei WDR 4 zunächst den ARD Nachtexpress und die Morgenmelodie. Später folgte die Sendung (Musik)pavillon, bis sie ab 2003 die Sendung Gut aufgelegt präsentierte. Beliebt waren auch die Super-Wunsch-Hitparaden, die sie mit ihren Kollegen Rainer Nitschke und Hermann Hillebrand moderierte.
Im Jahre 1998 wechselte sie zur Schallplattenfirma Rubin Records. Unter der Leitung ihres neuen Produzenten Marc Alpina startete Ulla Norden einen Comeback-Versuch. Die 1999 veröffentlichte Single Dieser Mann gibt mir zu denken erreichte Spitzenplatzierungen in den Hitparaden und in den Radio-Charts. Wenige Tage nach der Single-Veröffentlichung erlag ihr Ehemann, Peter Puder, einem schweren Krebsleiden. Daraufhin zog sich Ulla Norden vorerst vom Gesang zurück.
Mitte 2000 erschien mit Dein Platz ist immer in der ersten Reihe eine weitere Auskopplung aus dem Comeback-Album. Kritiker und Publikum reagierten gleichermaßen positiv auf den neuen Musikstil und bescherten dieser und auch den folgenden vier Veröffentlichungen weitere Top-Platzierungen in den Hitparaden und den Radio-Charts.
2003 heiratete Ulla Norden den Musikverleger Günter Ilgner, der ein Jahr später an den Folgen einer Darmoperation starb. Seinem Wunsch entsprechend erschien zum Ende des Jahres das von ihm mit einem großen Orchester produzierte Lied Alle Wege im Leben. Das Lied zeigt Ulla Norden von einer bis dahin völlig unbekannten melancholischen Seite. Das Lied behauptete sich mehrere Wochen lang auf dem ersten Platz der offiziellen Airplay TOP 20 des deutschen Rundfunks. 2009 erschien ihr Album In alter Frische mit 14 Liedern, darunter zwei Neuaufnahmen von Urlaub, mach mal Urlaub und Wir sind verrückt, wir beide. Kurz darauf wurden Duettaufnahmen von einigen Titeln dieses Albums mit Michel van Dam produziert, von denen Das Flüstern des Windes als erstes auf den Markt gebracht wurde – für beide Beteiligten wurde es ein großer Erfolg. Anschließend erzielte auch die Duettaufnahme von Einfach mal nichts tun einen Achtungserfolg. Ende 2010 erschien das gemeinsame Duettalbum von Ulla Norden und Michel van Dam mit den neuen Titeln Träume endlich leben, Die Kraft in dir, Danny Boy und Komm an Bord. Mit Danny Boy traten Ulla Norden und Michel van Dam im März 2011 im NDR-Fernsehen auf. Danach ging Ulla Norden nach einer fast 50-jährigen Karriere in den Ruhestand.
Ulla Norden starb am 5. März 2018 im Alter von 77 Jahren. Sie lebte zuletzt in Lechenich, davor im ehemaligen Wohnhaus von Herbert Hillebrand in Rath und in Disternich und wurde am 16. März 2018 auf einem Friedhof in Lechenich beigesetzt.

## Erfolge
Regelmäßig nahmen ihre Singles vordere Plätze der offiziellen Radio-Charts (Airplay Top 20) ein, wie z. B.
- Immer lieber, immer öfter – bis Platz 5, mehrere Wochen Top 10
- Dein Platz ist immer in der ersten Reihe – bis Platz 3, mehrere Wochen Top 10
- Alle Wege im Leben – mehrere Wochen Platz 1
- Schlaf bitte nicht gleich wieder ein – mehrere Wochen Platz 1.

## Diskografie

### Alben
- 1992: Ich bin verliebt in den eigenen Mann – toi, toi, toi 91 24-2
- 1994: Bis zum nächsten Mal – Bellaphon 290·01·053
- 1997: Immer lieber, immer öfter – G.I.B. GIB006062
- 2000: Ich tausche mein Herz gegen dein Herz – Rubin Records 169.241
- 2005: Zwischen gestern und morgen (Doppel-CD mit 20 neu gemasterten Originalaufnahmen und 20 neuen Titeln), Rubin Records 169-421
- 2009: In alter Frische (CD mit 12 neuen Songs plus Neuaufnahmen ihrer Hits Wir sind verrückt wir beide und Urlaub)
- 2010: Das Flüstern des Windes (Michel van Dam & Ulla Norden) – Planet World Music 150-026
- 2018: Ihre größten Erfolge (In Erinnerung an Ulla Norden) – Rubin Records 169-973

### Singles
- 1960: Kleiner Jacky-Joe / 1-2-3, das ist ja Zauberei (Ulla Norden und die Geschwister Goldschmidt) – Ariola 35 394
- 1961: Kleine blaue Veilchen / Eventuell – Ariola 45 069
- 1962: Süß wie Schokolade / Kribbel-Krabbel – Ariola 45 190
- 1963: Geh! / Irgendwo auf dieser Welt (Quelque part dans le monde) – Teleton 45-T-6314
- 1964: Adio Romeo / Vier weiße Segel – Metronome M 368
- 1964: Warum ruft er nicht an / Meine Liebe ändert sich nicht – Metronome M 399
- 1964: Ich wein’ Dir keine Träne nach / Die große Liebe kam über Nacht – Metronome M 418
- 1964: Keine Zeit für die Liebe / Heiß oder kalt – Metronome M 453
- 1965: Wohin fährt Dein Schiff / Wenn Du willst, kannst Du so lieb sein – Metronome M 809
- 1966: Du hast ein Herz / Geh’ doch nicht fort – CBS 2321
- 1966: Nicht für Kuchen oder Torte / Bazazz – Cornet 3008
- 1967: Say never nie / Mexican Charleston – Cornet 3029
- 1968: Mexico-City / Irgendwo muß da ein Haken sein – Cornet 3062
- 1969: Das ist zu schön, um wahr zu sein / Heiße Küsse im Dezember – Cornet 3085
- 1969: Pico-Pico-Bello… (Laß Dir raten) / Alles wunderbar – CBS 4151
- 1969: Das Lied vom braven Mann / Es kommt jeder einmal dran – CBS 4360
- 1969: Erst verliebt man sich ein bißchen / Mach’ mich glücklich – CBS 4480
- 1971: Alle Tage Sonntag / Und bambina – Resono R 57024
- 1972: Schmiede das Eisen / Himmel und Erde – BASF 05 11478-8
- 1972: Ich komm’ wieder nach Hause / Eine Reise in die Vergangenheit – BASF 05 11714-0
- 1973: Regenbogenland / Und dein Schiff fährt hinaus – BASF 05 11855-4
- 1974: So eine Nacht / Wenn die Sterne sich dreh’n – BASF 06 12038-9
- 1974: Hoch drob’n auf dem Berg / Zwischen acht und acht – BASF 06 12191-1
- 1975: Wo holt der Bartel seinen Most / Es wird schwer sein, an dir vorbeizugehen – BASF 06 12480-5
- 1976: Bella Musica / Und die Schuld hat der Mondschein – BASF 06 12743-3
- 1976: Träume kann man nicht verbieten / Eine Reise in die Vergangenheit – BASF AC 130 082
- 1977: Frag mich doch was Leichteres / Komm sei mein Freund – Crystal 006 CRY 32 383
- 1978: Robinson / Typisch Mann – Crystal 006 CRY 32 889
- 1978: Wir sind verrückt (wir beide) (You’re the greatest lover) / Noch ein Tag und eine Nacht – Polydor 2042 042
- 1979: Hol mir die Sonne / Die Party ist vorüber – Polydor 2042 084
- 1980: Verliebt in den eigenen Mann / Die Show muß weitergeh’n  – Polydor 2042 161
- 1980: Hast Du Lust? / Tino – Polydor 2042 223
- 1981: Urlaub (Hands Up) / Aber in der Nacht – Polydor 2042 287
- 1982: Wer liebt, der lebt länger / Tingelingeling – Polydor 2042 369
- 1982: El Mundial (Die Weltmeisterschaft) / Es gibt noch Sonne – Polydor 2042 397
- 198?: Tanz heute wieder mal mit mir / Leben, um dich zu lieben – Orc 17.041
- 1983: Zillertal (Love Is Good for You) / Wer liebt, der lebt länger – Polydor 813 327-7
- 1986: Immer noch verliebt ineinander / Insel im Meer – Papagayo 1C 006 15 6084-7
- 1989: Lust auf mehr / Kuscheltiere brauchen Zärtlichkeit – Mondial 65·0611-7
- 1990: Kleine Wunder / Die Heinzelmännchen – Mondial 65·0617-7
- 1992: Du nimmst mich, so wie ich bin / Du nimmst mich, so wie ich bin (Instrumental) – toi, toi, toi 9107-7
- 1992: Liebe, na was sonst – CD toi, toi, toi 9139-2
- 1992: Du hast mir so sehr gefehlt / Als zu mir die erste Liebe kam / Servus John – toi, toi, toi 9148-2
- 1993: Dabei sein ist alles / Du hast mir so sehr gefehlt / Wenn doch mein Mann ein kleiner bißchen reicher wär – toi, toi, toi 9167-2
- 1994: Frag mich bitte nicht warum / Bis zu nächsten Mal – Bellaphon 100·01·108 (Vinyl), 130·01·108 (CD)
- 1994: Ein bißchen Macho darf schon sein / Und noch genau wie mit Zwanzig – Bellaphon 100·01·113 (Vinyl), 130·01·113 (CD)
- 1995: Schnall dich an… / Du, ich Dich auch – G.I.B. 383 0511 5
- 1996: Du bist mein schönstes Geheimnis / Vielleicht ein andermal – G.I.B. 383 0540 5
- 1997: Das kann’s doch nicht gewesen sein / Warum gerade er – G.I.B. 383 0558 5
- 1999: Wenn Du mir in die Augen schaust / Auch wenn ich Dich vermisse – G.I.B. GIB006375
- 1999: Dieser Mann gibt mir zu denken / Ich hab Dich lieb – Rubin Records 160.076
- 1999: Dein Platz ist immer in der ersten Reihe / Dieser Mann gibt mir zu denken – Rubin Records 160.087
- 2000: Nicht mit mir (schöner Mann) / Sorry, mein Lieber / Dein Platz ist immer in der ersten Reihe – Rubin Records 160.094
- 2001: Ich tausche mein Herz gegen Dein Herz / Charly wach auf / Nicht mit mir (schöner Mann) – Rubin Records 161.107
- 2001: Träumst du insgeheim auch von uns beiden – Rubin Records 010901
- 2002: Träum dich zu mir – Rubin Records 020405
- 2003: Einer wie du / Ich war ja immer schon dagegen – Rubin Records 161-138
- 2004: Ein Tag mit dir (Promo-Single) – Rubin Records RUB 0403015
- 2005: Alle Wege im Leben – Rubin Records 161-151
- 2005: Dieses Lied von dir (Promo) – Rubin Records 0504021
- 2006: Tausend Träume leben / Wladimir komm tanz mit mir  – Rubin Records 161-171
- 2006: Schlaf bitte nicht gleich wieder ein (Promo) –  Rubin Records RUB 0510024
- 2007: Heimat, deine Sterne (gemeinsam mit Dirk Schiefen und Rainer Nitschke) – Rubin Records 161-166
- 2007: Es ist so schön, dass es dich gibt (Promo) – Rubin Records RUB 0704029
- 2008: Irgendwo auf der Welt (gemeinsam mit Dirk Schiefen und Rainer Nitschke) – Rubin Records 161-183
- 2008: Traummann bleibt Traummann – Rubin Records 161-191